# Urotropis cingulata
Urotropis cingulata är en mångfotingart som beskrevs av Henri W. Brölemann 1926. Urotropis cingulata ingår i släktet Urotropis och familjen Spirostreptidae. Inga underarter finns listade i Catalogue of Life.